# Gare de Thiennes
Gare de Thiennes vasútállomás Franciaországban,  településen.

## Vasútvonalak
Az állomást az alábbi vasútvonalak érintik:
- Arras–Dunkirk-vasútvonal

## Kapcsolódó állomások
A vasútállomáshoz az alábbi állomások vannak a legközelebb:
- Gare de Berguette-Isbergues
- Gare de Steenbecque